# Shaman (brasilianische Band)
Shaman ist eine brasilianische Power-Metal-Band.

## Bandgeschichte
Die Band wurde im Jahr 2000 von ehemaligen Mitglieder der Band Angra gegründet. 2002 erschien das Debütalbum Ritual, ein Jahr später die Live-CD RituaLive. Wegen Namensstreitigkeiten wurde das zweite Album Reason als Shaaman veröffentlicht. Im Oktober 2006 löste sich die Band auf, der Schlagzeuger Ricardo Confessori fand allerdings eine neue Besetzung. Neuer Sänger wurde Thiago Bianchi, der zuvor bereits mit seiner Band Karma als Vorband Shaman auf Tour begleitet hatte. Wieder unter dem Namen Shaman erschien im August 2007 das dritte Album Immortal. Nachdem es bereits 2013 still um Shaman geworden war, löste Confessori die Band 2014 offiziell auf. Der Rest der Band wollte musikalisch neue Wege einschlagen und gründete deshalb zur selben Zeit die Progressive-Metal-Band Noturnall, die insofern als Nachfolgeprojekt angesehen werden kann. Am 29. Juni 2018 erklärten Shaman ihre Wiedervereinigung in Originalbesetzung und kündigten überdies eine neue landesweite Tour an. Am 6. Juni 2019 verstarb Sänger Andre Matos nach einem Herzinfarkt, weshalb restliche Tourdaten abgesagt werden mussten. Am 18. September 2019 stellte die Gruppe ihren neuen Sänger Alírio Netto (Age of Artemis, Queen Extravaganza) vor. Am 30. März 2021 erschien mit Brand New Me eine erste neue Single mit Musikvideo.

## Diskografie
| Studioalben - 2002: Ritual (CD, Mercury Records / Universal Music; MC, BMG) - 2005: Reason (CD, Deckdisc; MC, Aquarius) - 2007: Immortal (CD, Thurbo Music; 2xCD, Voice Music) - 2010: Origins (CD, Voice Music) - 2022: Rescue (CD, King Records) | Konzertalben - 2003: RituAlive (CD+DVD/DVD, Mercury Records / Universal Music) - 2009: Anime Alive 2008 (DVD-V, Voice Music) - 2010: One Live - Shaman & Orchestra - Live At Masters Of Rock (Live-DVD, Scarlet Records) - 2021: Ritualive - 18th Anniversary Edition (CD+DVD, Shaman Music) |  |

Singles
- 2002: Fairy Tale
- 2003: For Tomorrow
- 2005: Innocence
- 2009: Kurenai (X-Japan Cover)
- 2021: Brand New Me
- 2022: The I Inside

Sonstiges
- 2001: Demo (Demo-EP)
- 2021: Lockdown Sessions (Neuaufnahmen alter Lieder)

Musikvideos
- 2002: Fairy Tale
- 2003: For Tomorrow
- 2005: Innocence (Regie: Mauricio Eca, Sergio Mastrocola, Pablo Nobel)
- 2005: More (The Sisters of Mercy Cover)
- 2007: In The Dark
- 2011: Finally Home (Regie: Alex Batista)
- 2011: Ego
- 2021: Brand New Me (Regie: Junior Carelli, Rudge Campos)
- 2022: The I Inside (Regie: Thiago Kiss)